# مائورو کامورانزی
مائورو گرمان کامورانِزی (به اسپانیایی: Mauro Germán Camoranesi) (زادهٔ ۴ اکتبر ۱۹۷۶) بازیکن فوتبال پیشین آرژانتینی-ایتالیایی است.
او در در شهر بوئنوس آیرس در آرژانتین به دنیا آمد ولی اکنون ملّیت ایتالیایی دارد.
مائورو کامورانزی در سال‌های ۲۰۰۲ تا ۲۰۱۰ در سری آ ایتالیا در باشگاه یوونتوس در پست هافبک بازی می‌کرد. مائورو در سانتر و پا به پا کردن توپ مهارت زیادی دارد. کامورانزی در تیم ملی فوتبال ایتالیا نیز توپ می‌زد و در قهرمانی ایتالیا در جام جهانی فوتبال ۲۰۰۶ در این تیم حضور داشت.